# 1785 Вурм
1785 Вурм (1785 Wurm) — астероїд головного поясу, відкритий 15 лютого 1941 року.
Тіссеранів параметр щодо Юпітера — 3,632.